# Середа Єлизавета Омелянівна
Єлизаве́та Омеля́нівна Середа́ (26 квітня 1907, с. Овлаші Роменського району — 1992, Київ) — українська літературознавиця та мистецтвознавиця.

## Біографічні дані
Дружина літературознавця Макара Русанівського, мати мовознавця Віталія Русанівського та журналіста Ігоря Русанівського.
Із майбутнім чоловіком познайомилася в Харкові, де навчалася в інституті народної освіти. Коли переїхали до Києва, купили хату на Батиєвій горі, там жили з батьками й двома синами. Нелегка доля випала жінці: страшні роки війни, арешт чоловіка, на руках двоє дітей.

## Шевченкознавство
Єлизавета Середа все життя присвятила шевченкознавству.
- Книги (у співавторстві з Василем Анісовим):
  - «Літопис життя і творчості Т. Г. Шевченка» (Київ, 1959; друге видання — Київ, 1976),
  - «Від підмайстра до академіка» (Київ, 1967).
- Автор статей про малярські твори Шевченка.
- Співавтор колективних праць:
  - «Шевченківські місця України» (Київ, 1957),
  - «Тарас Шевченко — художник» (Київ, 1963),
  - «Шляхами великого Кобзаря» (Київ, 1964).
- Брала участь у підготовці видань:
  - «Повне зібрання творів» Шевченка (Т. 7—10, Київ, 1961—1963),
  - Збірник «Т. Г. Шевченко. Документи та матеріали до біографії» (Київ, 1975).

Також брала участь у складанні експозиційних планів і побудові експозицій шевченківських музеїв у Києві, Каневі та в селі Шевченкове.